# Johan de Salm van Malgré
Johan de Salm van Malgré was de tweede man van Agnes Wilhelmina van Merode. Zijn geboortedatum is niet bekend, maar hij sneuvelde in 1643 in de Slag bij Rocroi. Hij was luitenant-kolonel in het Spaanse leger en was ook heer van Asten. Hij was echter vaak van huis omdat zijn beroep dat meebracht.
Na zijn dood bleef Agnes Wilhelmina als weduwe op het Kasteel Asten achter.